# Eduardo Santa
Eduardo Santa Loboguerrero (Líbano, Tolima, 2 de enero de 1927 - Bogotá, 2 de mayo de 2020) fue un escritor, historiador, profesor y abogado colombiano.

## Biografía
Hijo de Ezequiel Santa y María Loboguerrero. Menor de seis hijos. Bachiller del Instituto Nacional Isidro Parra, donde se distinguió como precoz y fogoso orador y periodista. Abogado de la Universidad Nacional de Colombia, en donde fue nombrado líder estudiantil. Postgrado en Ciencias Políticas de la Universidad George Washington, especializado en Library Science en la Universidad de Puerto Rico y en técnicas de la investigación en la Universidad de Columbia en Nueva York. Profesor Emérito de la Universidad Nacional y Maestro Universitario, de la misma. Ha sido Secretario General de Colciencias y Asesor de Colcultura. Director de la Biblioteca Nacional de Colombia Rector de la Universidad Central de Colombia; Secretario Académico y docente de la Universidad Nacional de Colombia; Director del Departamento de Humanidades de la Universidad Jorge Tadeo Lozano.
Fue miembro de número de la Academia Colombiana de la Lengua, de la Academia Colombiana de Historia, de la Academia de Historia de Bogotá, de la Academia de Historia de la Policía Nacional; y de las Sociedades Bolivariana y Santanderista. Miembro correspondiente de la Real Academia Española, Presidente Honorario de la Academia de Historia del Tolima, miembro del Instituto de Geografía e Historia con sede en México y de Civilizaciones Diferentes en Bruselas; socio honorario de la Academia de Artes y Letras de Nueva York donde le otorgaron La Gran Cruz. Pertenece a varios centros científicos y culturales del continente.[cita requerida]
Ganador del Premio Nacional de Literatura en 1982. Ha recibido varias condecoraciones por su vida y obra, entre otras la Gran Orden de la Democracia otorgada por el Congreso de la República; la Cacique Calarcá, máxima condecoración en Ibagué; la Orden del Cedro, en el Líbano, Tolima; la Alcaldía y el Concejo de Ibagué le entregaron las Llaves de la Ciudad en reconocimiento a sus ejecutorias de Historiador y escritor, poniendo el alto el nombre de su departamento y de su patria. Es permanentemente invitado a diversos congresos internacionales, tanto de Historia, como de Filosofía del Derecho; así como también a encuentros de escritores en los ámbitos nacionales e internacionales.  Durante el gobierno de Alberto Lleras Camargo ocupó en el Ministerio de Gobierno la Dirección Nacional de Acción Comunal, la Secretaría General y la Dirección de Territorios Nacionales.[cita requerida]
Falleció el 2 de mayo de 2020 a los noventa y tres años, en Bogotá.

## Obras
| - Sonoro zarzal, poemas, 1951 - La provincia perdida, relatos, 1951/1957/2007, traducida al inglés - Sin tierra para morir, novela, 1954/2003, traducida al esloveno y al serbocróata - Arrieros y fundadores, 1961/1983/1997/2011 - Nos duele Colombia, 1962 - Las diez grietas del Sistema, 1965 - Rafael Uribe Uribe, Biografía, 1962/1998 - Sociología política de Colombia, 1964 - El girasol, novela, 1968 - El libro en Colombia, 1973 - El municipio colombiano, ensayo, 1976 - El mundo mágico del libro, ensayo, 1977 - El pastor y las estrellas, relatos,1977 (veintitrés ediciones en Colombia y ocho en España y dos en Yugoeslavia con traducción al cróata) - Los espejos del tiempo, cuentos, en 1978 - ¿Qué pasó el 9 de abril? ensayo, 1981 - Instituciones políticas de Colombia, 1981 - Porfirio Barba Jacob y su lamento poético: obra poética completa, ensayo, antología, 1983 - Introducción a la sociología,1983 - López de Mesa y la Cultura Colombiana, ensayo, 1984 | - La crisis del humanismo, ensayo, 1986 - Cuarto menguante; novela, 1988 - Los caballos de fuego, cuentos, 1988 - Adiós Omayra, relato, 1986 - Recuerdos de mi aldea, relatos, 1990 - Consideraciones en torno a la novela Pax, Instituto Caro y Cuervo, 1990 - El poder legislativo: perfiles del Congreso de la República coautor, 1992 - La colonización antioqueña, una empresa de caminos, 1993 - El general Isidro Parra, Biografía, 1995 - El paso de las nubes, poemas, 1995 - El libro de los oficios de antaño, 1998; con nueva edición en el año 2000 - Las señales de Anteo, novela, Ediciones Obelisco, España 1999 - Raíces históricas de la cultura colombiana y otros ensayos, Biblioteca de Historia Nacional, Academia Colombiana de Historia, mayo de 2002 - Crónica de un Bandido Legendario, novela, 2004 - Don Quijote por los caminos de América, ensayo, 2005, ganador del Premio de la Universidad de Salamanca (España) en el cuarto centenario de la publicación del Quijote - Rosita Milanta, novela, 2008 - Coautor de los libros El poder legislativo: perfiles del Congreso de la República, 1999 - El Paraíso de los caballos, Historia, Pijao Editores 2015 - La Pipa del Capitán, Novela, Biblioteca Libanense de Cultura, 2017 |